# UNIS Flyers
UNIS Flyers is een ijshockeyclub uit Heerenveen. De club speelt thuiswedstrijden in de Thialf-ijshal, die ruimte biedt aan meer dan 3.500 toeschouwers.

## A-team
Het eerste team wordt sinds 2013 gesponsord door UNIS Group, waardoor het in competitie uitkomt als UNIS Flyers. Hiervoor nam de club vanaf haar eerste deelname in het seizoen 1971/72 onder diverse andere sponsornamen deel aan de Eredivisie ijshockey.

### Sponsornamen
In verband met de sponsoring wordt meestal gespeeld met de naam van de hoofdsponsor in de teamnaam.
Namen gemarkeerd met een * zijn sponsornamen.
| Competitienaam                   | Seizoen(en)       | Info                                         |
| -------------------------------- | ----------------- | -------------------------------------------- |
| Thialf Heerenveen                | 1971/72 - 1973/74 |                                              |
| * Peters & Jager Heerenveen      | 1974/75           |                                              |
| * Feenstra Verwarming Heerenveen | 1975/76 - 1977/78 |                                              |
| * Feenstra Flyers                | 1978/79 - 1983/84 |                                              |
| * Freriks Flyers                 | 1984/85           |                                              |
| * BP Oilers/Flyers               | 1985/86 - 1989/90 |                                              |
| * Forbo Flyers                   | 1990/91 - 1991/92 |                                              |
| Flyers                           | 1992/93 - 1994/95 | (tot januari 1995)                           |
| * Pelgrim Flyers                 | 1994/95 - 1999/00 | (vanaf januari 1995)                         |
| * Formido Flyers                 | 2000/01 - 2003/04 |                                              |
| * Vadeko Flyers                  | 2004/05 - 2007/08 |                                              |
| * Hajé Flyers                    | 2008/09 - 2009/10 |                                              |
| * A6.nl Flyers                   | 2010/11           |                                              |
| Friesland Flyers                 | 2011/12 - 2012/13 | (tot januari 2013 nog gesponsord door A6.nl) |
| * UNIS Flyers                    | 2013 - heden      |                                              |

### Erelijst
Sinds de oprichting in 1967 won de club tienmaal de landstitel. Er waren zeven opeenvolgende kampioenschappen van 1977 tot en met 1983 in de Eredivisie, in 2016 als hoogst geëindigd Nederlands team in de BeNe-league (verliezend finalist) en in 2017 als overwinnaar in de Final Four om het landskampioenschap. De nationale beker werd dertien keer gewonnen en de eindzege in de BeNe-league eenmaal. Aan het begin van het seizoen 2018/19 werd de laatste ontbrekende prijs aan de prijzenkast toegevoegd. De Ron Berteling Schaal werd in Thialf, na eerder vijf finales te hebben verloren, gewonnen.

### Competitie resultaten
Noteringen in de Eredivisie ijshockey en BeNe-league ijshockey (vanaf 2015/16): eindplaats in reguliere competitie / eindplaats na play-off, hf = halve finale, kf = kwartfinale in play-off.
Eredivisie
| Seizoen | 71/72 | 72/73 | 73/74  | 74/75  | 75/76  | 76/77 | 77/78  | 78/79  | 79/80 | 80/81  | 81/82  | 82/83 | 83/84 | 84/85 | 85/86 | 86/87  | 87/88 | 88/89  | 89/90  | 90/91  | 91/92  | 92/93 |
| ------- | ----- | ----- | ------ | ------ | ------ | ----- | ------ | ------ | ----- | ------ | ------ | ----- | ----- | ----- | ----- | ------ | ----- | ------ | ------ | ------ | ------ | ----- |
| Plaats  | 6     | 7     | 6      | 6      | 8      | 1     | 3 / 1  | 1 / 1  | 2 / 1 | 4 / 1  | 1 / 1  | 1     | 1 / 2 | 2 / 4 | 4 / 4 |        | 2 / 2 | 3 / kf | 6      |        | 5      | 5     |
| Seizoen | 93/94 | 94/95 | 95/96  | 96/97  | 97/98  | 98/99 | 99/00  | 00/01  | 01/02 | 02/03  | 03/04  | 04/05 | 05/06 | 06/07 | 07/08 | 08/09  | 09/10 | 10/11  | 11/12  | 12/13  | 13/14  | 14/15 |
| Plaats  |       | 6     | 3 / hf | 1 / hf | 3 / hf | 4     | 3 / hf | 4 / hf | 3 / 2 | 3 / hf | 2 / hf | - / 2 | 2 / 2 | 4 / 2 | 2 / 2 | 5 / kf | 5     | 3 / kf | 6 / kf | 3 / hf | 3 / hf | 1 / 2 |

BeNe-league
| Seizoen | 15/16  | 16/17  | 17/18 | 18/19 |
| ------- | ------ | ------ | ----- | ----- |
| Plaats  | 2A / 2 | 1B / 1 | 2 / 2 | 1 / 2 |

Hijs Hokij Den Haag · Eaters Geleen · HYC Herentals · UNIS Flyers Heerenveen · IHC Leuven · Bulldogs Luik · Golden Sharks Mechelen · Zoetermeer Panters

Seizoenen:  2015/16 · 2016/17 · 2017/18 · 2018/19 · 2019/20 · 2022/23